# Tâm mộc lá hình tim
Tâm mộc hình tim hay tâm mộc lá hình tim (danh pháp hai phần: Cordia subcordata) là loài thực vật có hoa trong họ Mồ hôi. Loài này được miêu tả khoa học đầu tiên năm 1792.